# 176. østlige længdekreds
Den 176. østlige længdekreds (eller 176 grader østlig længde) er en længdekreds, der ligger 176 grader øst for nulmeridianen. Den løber gennem Ishavet, Asien, Stillehavet, det Sydlige Ishav og Antarktis.